# Evangelische Kirche Unterschefflenz

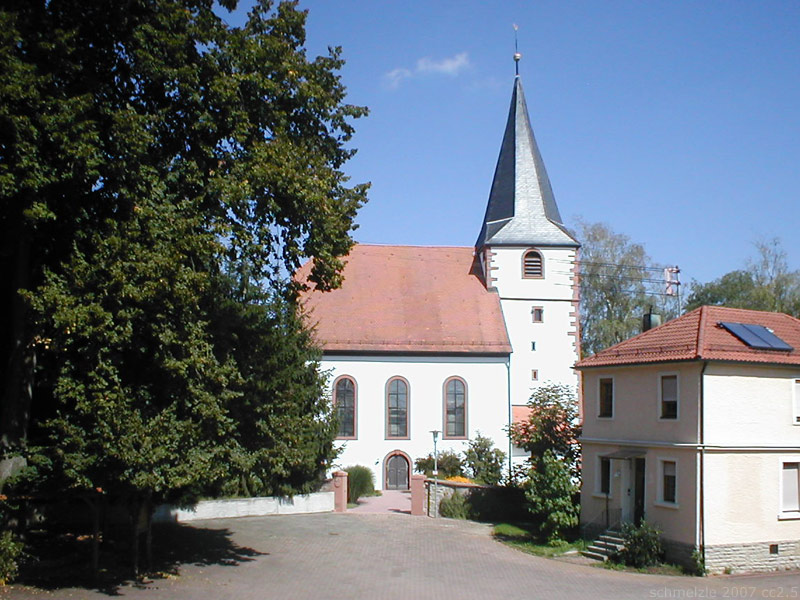
Evangelische Kirche Unterschefflenz

Die Evangelische Kirche ist die Pfarrkirche von Unterschefflenz, einem Ortsteil der Gemeinde Schefflenz im Neckar-Odenwald-Kreis in Baden-Württemberg. Das Bauwerk ist beim Landesamt für Denkmalpflege Baden-Württemberg als Baudenkmal eingetragen. Die Kirche gehört zum Kirchenbezirk Mosbach der Evangelischen Landeskirche in Baden.

## Beschreibung
Die Saalkirche wurde 1760–64 über einem kleineren Vorgängerbau errichtet. Sie besteht aus einem Langhaus und einem frühgotischen Chorturm im Osten, der 1782 mit einem Geschoss aufgestockt wurde, das den Glockenstuhl beherbergt, und mit einem achtseitigen Knickhelm bedeckt. Im Innenraum des Chors, also im Erdgeschoss des Chorturms, wurden 1980/81 Wandmalereien aus dem 14. Jahrhundert freigelegt. Die ursprüngliche Kirchenausstattung, darunter die barocke Kanzel, ist fast vollständig erhalten.